# 膝折宿

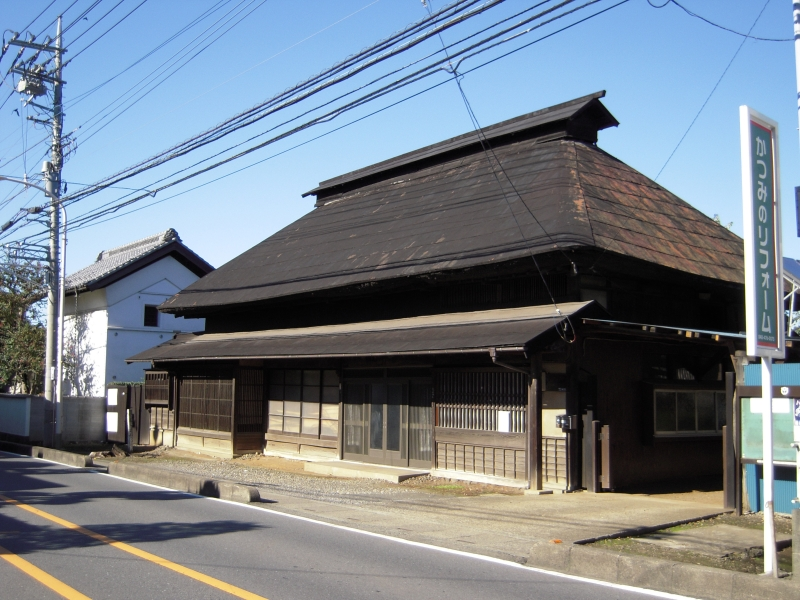
脇本陣村田家

膝折宿（ひざおりじゅく）は、川越街道（川越児玉往還）にあった宿場。現在の埼玉県朝霞市膝折町にあたる。

## 概要
膝折の名は、賊に追われた小栗助重が鬼鹿毛という名の馬に乗って当地まで逃れてきたところで、鬼鹿毛が膝を折って死んだことに由来すると伝えられる。室町時代には既に宿駅としての機能を持ち、市が立って商人が集まった。
近世には川越街道4番目の宿場として、平林寺や仙波東照宮の参拝客、川越藩の参勤交代などで賑わいを見せた。白子宿、大和田宿のいずれからも33町の距離で、万治3年（1660年）の検地帳によると、本陣・脇本陣を中心に39の商家があった。脇本陣だった村田屋が現存する。本陣の跡地は膝折郵便局（膝折町2-4）となっている。1932年までは自治体として膝折村が存在していたが、町制施行の際に改称し朝霞町となった（1967年市制施行）。川越街道には対になる地名として脚折があり、現在も鶴ヶ島市に残る。なお、川越街道や川越児玉往還は脚折や現鶴ヶ島市域を通過しない。

## 隣の宿
川越・児玉往還
白子宿 - 膝折宿 - 大和田宿
『江戸名所図会』は野火止を膝折宿と大和田宿の間の宿としている。